# Enicospilus vidus
Enicospilus vidus là một loài tò vò trong họ Ichneumonidae.